# Anchusa thirkeana
Anchusa thirkeana là loài thực vật có hoa trong họ Mồ hôi. Loài này được Gusul. mô tả khoa học đầu tiên năm 1927.